# Lorcha (Alicante)

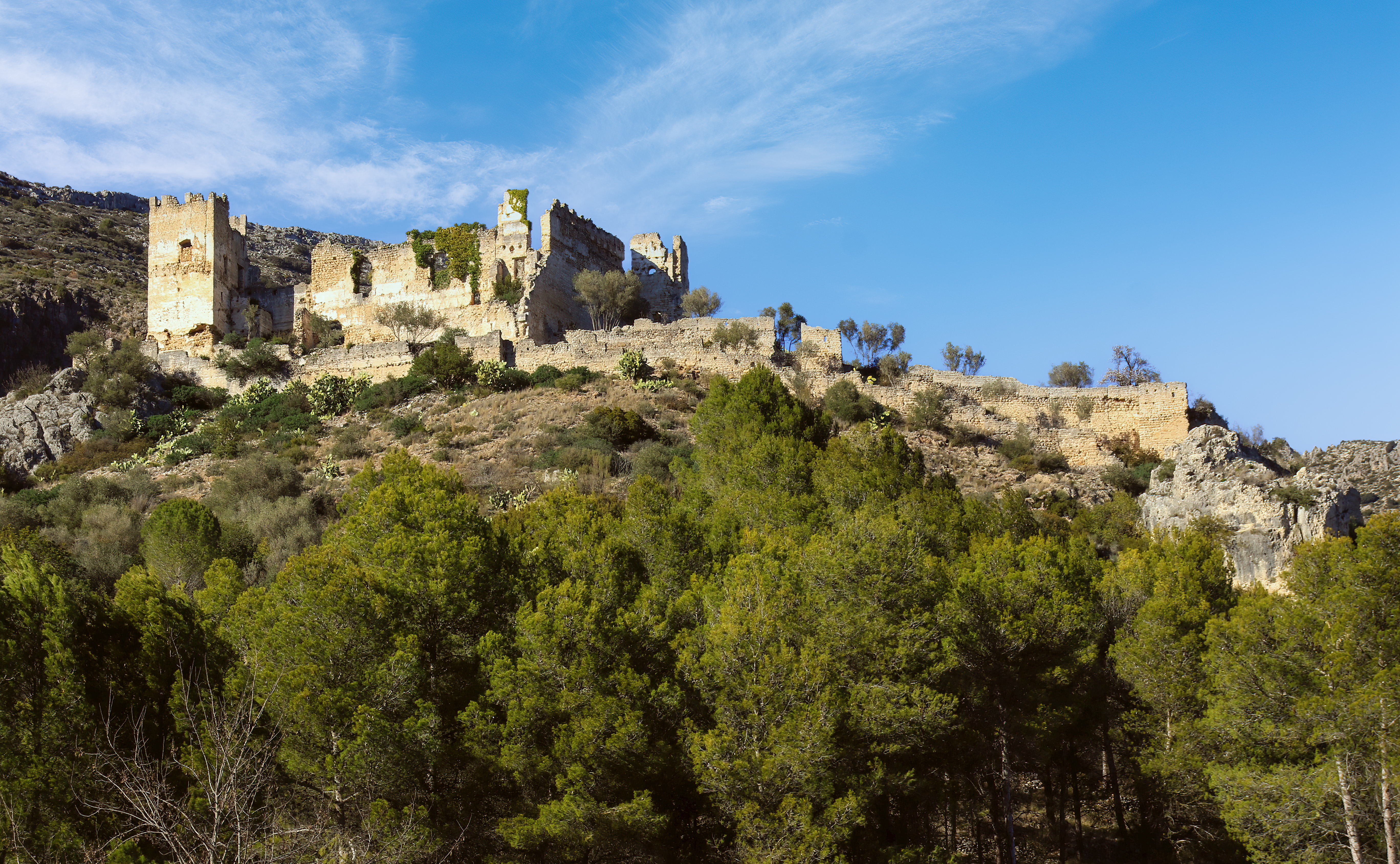
Lorcha – Castell de Perputxent

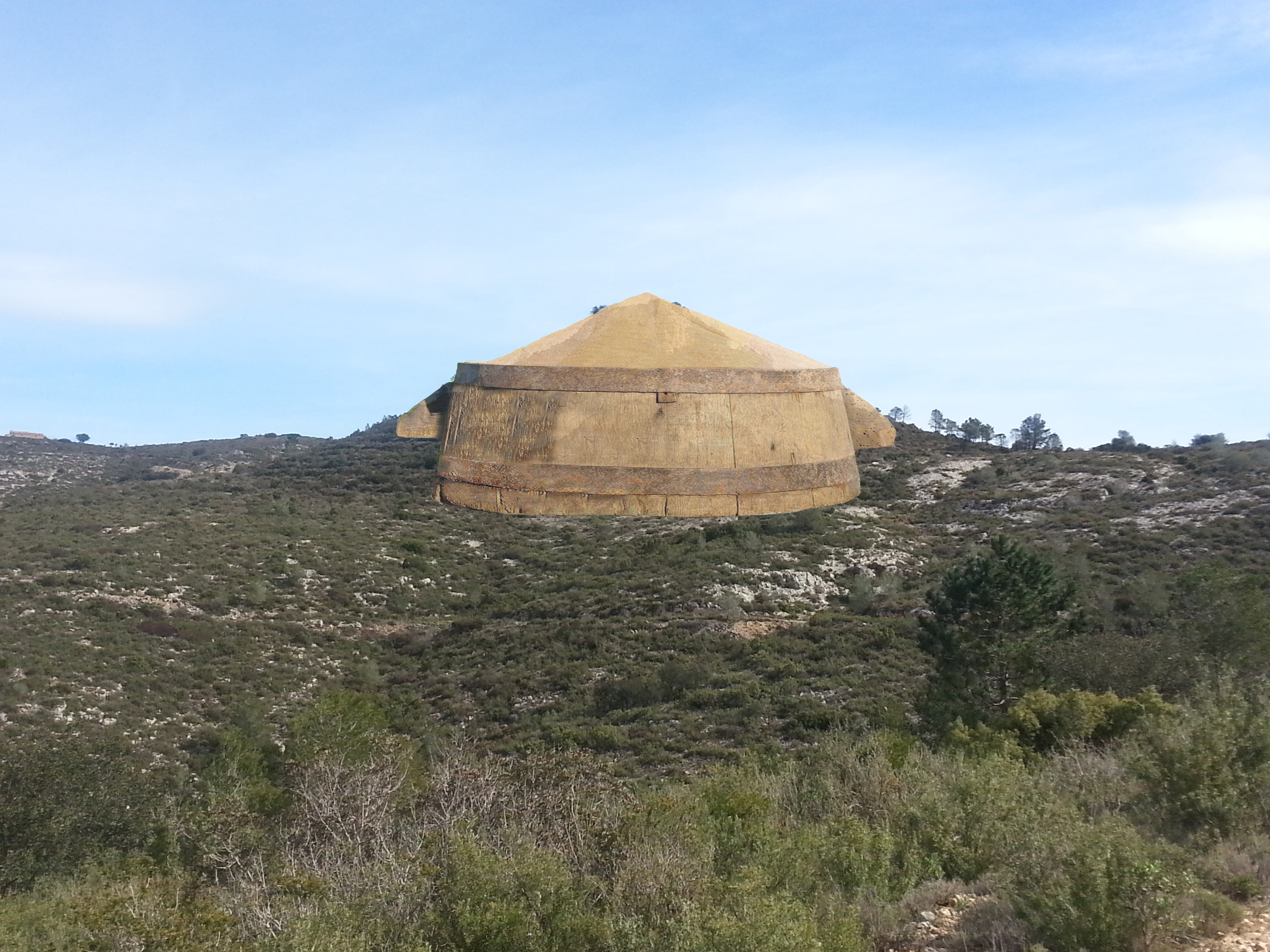
Lorcha – Eisspeicher von Barcella

Lorcha (spanisch) oder L'Orxa (valencianisch) (beide Namen sind offiziell) ist ein Ort und eine Gemeinde mit 581 Einwohnern (Stand: 2024) im Hinterland der Costa Blanca in der Valencianischen Gemeinschaft im Südosten Spaniens.

## Lage und Klima
Die Gemeinde Lorcha liegt im Tal des Río Serpis, jedoch etwa 1 km vom Fluss entfernt, in einer Höhe von ca. 285 m. Die Entfernung zur nordöstlich gelegenen Küstenstadt Gandia beträgt etwa 25 km (Fahrtstrecke); bis nach Valencia sind es ca. 95 km, die südlich gelegene Großstadt Alicante ist etwa 85 km entfernt. Das Klima ist wegen der relativen Höhenlage und der waldreichen Umgebung der Stadt gemäßigt bis mild; Regen (ca. 500 bis 600 mm/Jahr) fällt überwiegend in den Wintermonaten.

## Bevölkerungsentwicklung
| Jahr      | 1857 | 1900 | 1950 | 2000 | 2022 |
| Einwohner | 1328 | 1489 | 1356 | 788  | 565  |

Aufgrund der Mechanisierung der Landwirtschaft und der Aufgabe bäuerlicher Kleinbetriebe („Höfesterben“) ist die Einwohnerzahl der Gemeinde seit den 1950er Jahren deutlich zurückgegangen („Landflucht“).

## Wirtschaft
Traditionell bilden Landwirtschaft und Viehzucht (Schafe, Ziegen) die Lebensgrundlage der Bevölkerung. Das konstant fließende Wasser des Río Serpis hatte im 19. Jahrhundert den Bau einer Papierfabrik zur Folge, die jedoch im Jahr 2001 geschlossen wurde.

## Geschichte
Im Jahr 1244 wurde die Region von den Truppen Jakobs I. von Aragón (Jaime I.) eingenommen (reconquista), doch in einem im Folgejahr geschlossenen Vertrag mit dem Muslimführer Al Azraq verblieb die lokale Macht zunächst bei diesem. Ab dem Jahr 1288 stand der Templerorden in der Verantwortung, der jedoch in den Jahren 1307 bis 1312 aufgelöst wurde. Danach befand sich die Region des Valle de Perputxent noch bis zu ihrer Vertreibung in den Jahren 1609 bis 1615 in der Verwaltung durch die Morisken (moriscos).

## Sehenswürdigkeiten
- Das sogenannte Abtshaus (Casa de Abadía) ist das älteste Gebäude des Ortes; es steht unmittelbar neben der Kirche.[5]
- Die alte Kirche des Ortes wurde während des Spanischen Bürgerkriegs zerstört. Die heutige Kirche (Església de Santa Maria Magdalena) ist ein Neubau aus den 1940er und 1950er Jahren.[6]
- Am Ortsrand befindet sich ein überdachter Waschplatz (lavoir) aus der Zeit um 1900.

Umgebung
- Ca. 1 km nordwestlich des Ortes quert eine im Jahr 1922 eingeweihte siebenbogige Steinbrücke den Río Serpis.
- Die bedeutendste Sehenswürdigkeit des Ortes ist die Ruine des ca. 1,5 km entfernten Castell de Perputxent.[7]
- Der Eisspeicher (nevería) von Barcella befindet sich etwa 3 km (Fußweg) westlich des Ortes auf dem gleichnamigen Hügel, auf dem noch die Ruinen einer Festung aus maurischer Zeit (Castell de Barcella) zu sehen sind.[8]